# Alaa Abdelnaby
Alaa Abdelnaby (en árabe: علاء عبد النبي) (El Cairo, 24 de junio de 1968) es un exbaloncestista egipcio que disputó 5 temporadas en la NBA. Con 2,08 metros de altura, jugaba en la posición de pívot.

## Trayectoria

### Universidad
Se formó en la Universidad de Duke jugando con los Duke Blue Devils desde 1986 hasta 1990, año en el que fue seleccionado en la posición 25 del draft por los Portland Trail Blazers. 

### Profesional
El egipcio, que luego se nacionalizó estadounidense, jugó durante dos años consecutivos para la franquicia del estado de Oregón hasta que fue traspasado a Milwaukee Bucks. Luego pasaría por los Boston Celtics, los Philadelphia 76ers, por Sacramento Kings y por Golden State Warriors, franquicia para la que firmó pero no jugó.
[actualizar]

## Estadísticas de su carrera en la NBA

### Temporada regular
| Año     | Equipo       | PJ  | PT | MPP  | %TC  | %3P  | %TL  | RPP | APP | ROB | TPP | PPP |
| ------- | ------------ | --- | -- | ---- | ---- | ---- | ---- | --- | --- | --- | --- | --- |
| 1990–91 | Portland     | 43  | 0  | 6.7  | .474 | .000 | .568 | 2.1 | .3  | .1  | .3  | 3.1 |
| 1991–92 | Portland     | 71  | 1  | 13.2 | .493 | .000 | .752 | 3.7 | .4  | .4  | .2  | 6.1 |
| 1992–93 | Milwaukee    | 12  | 0  | 13.3 | .464 | .000 | .750 | 3.1 | .8  | .2  | .3  | 5.3 |
| 1992–93 | Boston       | 63  | 52 | 18.3 | .525 | .000 | .760 | 4.8 | .3  | .3  | .4  | 8.2 |
| 1993–94 | Boston       | 13  | 0  | 12.2 | .436 | .000 | .640 | 3.5 | .2  | .2  | .2  | 4.9 |
| 1994–95 | Sacramento   | 51  | 0  | 9.3  | .532 | .000 | .571 | 2.1 | .3  | .3  | .2  | 5.0 |
| 1994–95 | Philadelphia | 3   | 0  | 10.0 | .091 | .000 | .000 | 2.7 | .0  | .0  | .0  | .7  |
| Total   | Total        | 256 | 53 | 12.5 | .502 | .000 | .701 | 3.3 | .3  | .3  | .2  | 5.7 |

### Playoffs
| Año   | Equipo   | PJ | PT | MPP  | %TC  | %3P  | %TL  | RPP | APP | ROB | TPP | PPP |
| ----- | -------- | -- | -- | ---- | ---- | ---- | ---- | --- | --- | --- | --- | --- |
| 1991  | Portland | 5  | 0  | 2.6  | .333 | .000 | .000 | .6  | .0  | .0  | .0  | .8  |
| 1992  | Portland | 8  | 0  | 3.1  | .500 | .000 | .500 | .5  | .3  | .0  | .0  | 1.5 |
| 1993  | Boston   | 4  | 4  | 17.0 | .458 | .000 | .000 | 3.3 | .3  | .0  | .3  | 5.5 |
| Total | Total    | 17 | 4  | 6.2  | .450 | .000 | .500 | 1.2 | .2  | .0  | .1  | 2.2 |